# Gallatin (Tennessee)
Gallatin è una città della contea di Sumner, della quale è capoluogo, nel Tennessee. La popolazione era di 30 678 abitanti al censimento del 2010, stimata in 32 307 abitanti nel 2013. Intitolata all'ex segretario al Tesoro degli Stati Uniti Albert Gallatin, la città fu fondata sul fiume Cumberland e divenne capoluogo della contea di Sumner nel 1802. Si trova a circa a 30,6 miglia a nord-est della capitale, Nashville.
Diverse società nazionali hanno strutture o sedi a Gallatin, tra cui Gap, RR Donnelley, Beretta, GKN e Servpro Industries. A Gallatin in passato si trovava la sede della Dot Records. La città ospita anche il Volunteer State Community College, un college biennale con oltre 70 corsi di laurea.

## Geografia fisica
Secondo l'Ufficio del censimento degli Stati Uniti, ha una superficie totale di 31,75 mi² (82,23 km²).

## Società

### Evoluzione demografica
Secondo il censimento del 2010, la popolazione era di 30 278 abitanti.

### Etnie e minoranze straniere
Secondo il censimento del 2010, la composizione etnica della città era formata dal 77,7% di bianchi, il 14,7% di afroamericani, lo 0,3% di nativi americani, lo 0,8% di asiatici, lo 0,1% di oceanici, il 4,4% di altre razze, e il 2,1% di due o più razze. Ispanici o latinos di qualunque razza erano l'8,0% della popolazione.